# Sun Yiwen
Sun Yiwen  (17 de junho de 1992) é uma esgrimista chinesa, medalhista olímpica.

## Carreira
Sun Yiwen representou seu país nos Jogos Olímpicos de Verão de 2016, na espada. Conseguiu a medalha de bronze na espada individual.
Yiwen na espada por equipes. Conquistou a medalha de prata na espada por equipes ao lado de Sun Yujie, Xu Anqi e Hao Jialu.
Em 2020, venceu o ouro na espada individual.